# Refugio Poqueira
El refugio Poqueira es un refugio de montaña ubicado a una altitud de 2.500 m s. n. m., en la ladera sur de Sierra Nevada (Granada, España), sobre el Barranco de Poqueira, en la margen izquierda del río Mulhacén, encima de la confluencia de este río con Río Seco en La Hoya de Peñón Negro.

## Descripción
Fue inaugurado en marzo de 1997 y sustituyó al obsoleto refugio Félix Méndez que estaba a una altitud de 3.000 metros y que aún sigue siendo recordado por los montañeros, ya que permitía un acceso más corto y rápido a los grandes tres miles (Pico Veleta y Mulhacén). Hubo por ello numerosas protestas por parte de clubes montañeros solicitando la construcción del actual Poqueria a mayor altura, sin resultado positivo.
El refugio es propiedad de la CMM y el parque nacional. Está gestionado por la Federación Andaluza de Montañismo, con Ansi Moslero y Rafael Quintero como Equipo Oficial de Guardería, manteniendo permanentemente abiertas estas instalaciones desde su inauguración en 1997. Cuentan para ello con la inestimable ayuda de amigos, colaboradores y ayudantes.
El Refugio Poqueira es una instalación deportiva cuyo objetivo principal es facilitar/potenciar la práctica del montañismo y otros deportes relacionados. Su personal realiza también otras labores fundamentales, como servir de apoyo para labores de rescate y emergencias, dar apoyo a la investigación, gestión de residuos, limpieza diaria, restauración y alojamiento, aprovisionamiento de recursos, atención a montañeros, mantenimiento de instalaciones y de materias primas y administración.
Poqueira cuenta con un salón comedor con chimenea, siete dormitorios, aseos y duchas, cocina libre, terraza, rocódromo y helipuerto, etc. Para facilitar la práctica de montañismo, se alquila material de montaña (botas y ropa).
Es, junto con el Refugio Postero Alto, uno de los refugios más importantes de Sierra Nevada.

## Rutas
Toda las rutas reseñadas a continuación están consideradas de dificultad alta o muy alta según el vigente sistema MIDE, debido sobre todo a la apreciable falta de oxígeno que conlleva a subir todas estas cumbres superiores a 3,000 metros de altitud.
- Refugio Poqueira Mulhacén por el río Mulhacén. Duración 3h-3h30'. D+ 958 metros. Recorrido  4.2 kilómetros.
- Refugio Poqueira Mulhacén por la loma del Mulhacén. Duración 3h 30'-4 h. D+ 1.100 metros. Recorrido 7.1 kilómetros.
- Refugio Poqueira – Alcazaba por la Loma Culo Perro. Duración 4h-5h. D+ 1.080 metros. Recorrido   10.41 kilómetros.
- Refugio Poqueira- Alcazaba por El Colaero. Duración 4h-5h. D+ 1.136 metros. Recorrido 10,1 kilómetros.
- Refugio Poqueira – Veleta por Río Seco. Duración 4h. D+ 1.119 metros. Recorrido  9.58 kilómetros.
- Refugio Poqueira – Circular de las lagunas. Duración 5h30'-7h 30'. D+ 1.280 metros. Recorrido   13.8 kilómetros.

Las rutas para acceder a pie al Refugio Poqueira son las siguientes:
- Ruta del Río Poqueira. Duración 4h-5h. D+ 900 metros. Recorrido 8 kilómetros
- Ruta por la Hoya del Portillo. Duración 3h. D+ 600 metros aprox. Recorrido 8 kilómetros
- Ruta Las Acequias. Duración 4h. D+ 1.000 metros. Recorrido 9 kilómetros.
- Ruta  desde Trevélez, existe dos rutas desde este pueblo. Una por el mirador 4h. D+ 1.200 metros. Recorrido 8.5 kilómetros. Y la otra ruta por Siete Lagunas duración 7h, D+ 1650 metros. Recorrido 15.5 kilómetros.
- Está pendientes de catalogar alguna ruta de BTT.

Hay también un servicio de mini-buses llamado Nevadensis (altas cumbres) que, previamente autorizado por el Parque Nacional de Sierra Nevada, realiza los trayectos cuando las condiciones del trazado lo permiten, lo que suele suceder entre mayo y octubre. El trayecto se realiza entre el pueblo de Capileira y el vértice geodésico alto del Chorrillo (2800m) dejando unos 30 minutos a pie de la ubicación del Refugio.
- Datos: Q1654345